# El Barraco
El Barraco település Spanyolországban, Ávila tartományban. El Barraco Sotillo de la Adrada, Casillas, Navaluenga, San Juan de la Nava, Riofrío, Tornadizos de Ávila, Santa Cruz de Pinares, San Bartolomé de Pinares, Cebreros és El Tiemblo községekkel határos. Lakosainak száma 2027 fő (2024).

## Népesség
A település népessége az utóbbi években az alábbiak szerint változott:
| Lakosok száma | 2046 | 2090 | 2129 | 2152 | 2077 | 1989 | 1923 | 1861 | 1973 | 2027 |
|               | 2001 | 2004 | 2006 | 2009 | 2011 | 2014 | 2016 | 2019 | 2021 | 2024 |